# 曲敏
曲敏（1963年6月—），男，汉族，中华人民共和国政治人物。

## 生平
曲敏曾任黑龙江省政协副主席、绥化市人民政府市长和中共绥化市委书记。2023年6月，曲敏因为涉嫌严重违纪违法，接受中央纪委国家监委纪律审查和监察调查。2023年12月，曲敏被开除党籍和公职。
2024年8月21日，浙江省温州市中级人民法院一审公开开庭审理了曲敏受贿案，温州市人民检察院起诉指控曲敏在2001年至2022年间因职受贿、收受财物共计折合约人民币6843万余元，曲敏当庭表示认罪悔罪。11月7日，温州中院一审宣判，对曲敏以受贿罪判处有期徒刑13年，并处罚金300万元；对曲敏受贿所得及孳息依法予以追缴，上缴国库；不足部分，继续追缴。